# Мелодика (теорія музики)
Мелодика (від грец. melodikos — мелодійний, пісенний) — сукупність мелодійних закономірностей, які можуть проявлятися як у творчості окремих композиторів і в їхніх окремих творах, так і в творах композиторських шкіл, у різних галузях народної музичної творчості.
В теорії музики мелодикою називається також вчення про мелодію.